# Елховка (приток Орлянки)
Елховка — река в России, протекает в Сергиевском районе Самарской области.

## География
Устье реки находится в 9,5 км по правому берегу реки Орлянка. Длина реки составляет 11 км, площадь водосборного бассейна — 63 км². Река пересекает село Новая Елховка и трассу М5.

## Данные водного реестра
По данным государственного водного реестра России относится к Нижневолжскому бассейновому округу, водохозяйственный участок реки — Сок от истока и до устья. Речной бассейн реки — Волга от верховий Куйбышевского вдхр. до впадения в Каспий.